# Кузык, Григорий Иосифович
Григорий Иосифович Кузык (укр. Григорій Йосипович Кузик; 8 февраля 1923 года, село Шляховая — 2007 год, село Шляховая, Бершадский район, Винницкая область, Украина) — председатель колхоза имени XXII съезда КПСС Бершадского района, Винницкая область. Герой Социалистического Труда (1986). Депутат Верховного Совета УССР 8 — 11 созывов.

## Биография
Родился 8 февраля 1923 года в крестьянской семье в селе Шляховая. Окончил шестилетнюю школу в родном селе. С 1938 года работал ездовым в местном колхозе. В 1944 году был призван в Красную Армию. Участвовал в Великой Отечественной войне.
С 1945 по 1957 год — бригадир полеводческой бригады колхоза имени Сталина Бершадского района Винницкой области, заведующий приёмным пунктом Джулинского заготзерна, агент по государственным заготовкам, председатель исполнительного комитета Шляховского сельского совета депутатов трудящихся Бершадского района Винницкой области.
В 1955 году вступил в КПСС.
С 1957 по 1970 год — заместитель председателя, секретарь партийной организации колхоза имени Сталина (с 1961 года — колхоз имени XXII съезда КПСС) села Шляхова Бершадского района Винницкой области.
Окончил заочно Уманский сельскохозяйственный институт имени Горького.
В 1970 году избран председателем колхоза имени XXII съезда КПСС Бершадского района. Руководил этим предприятием до 1992 года.
Избирался депутатом Верховного Совета УССР 8 — 11 созывов от Бершадского избирательного округа. В 1986 году удостоен звания Героя Социалистического Труда.
После выхода на пенсию проживал в селе Шляховая, где скончался в 2007 году.

## Награды
- Герой Социалистического Труда — указом Президиума Верховного Совета СССР от 7 июля 1986 года
- Орден Ленина — дважды
- Орден Октябрьской Революции
- Орден «Знак Почёта»